# Егілс Левітс
Егілс Левітс (латис. Egils Levits; нар. 30 червня 1955, Рига) — латвійський юрист, політолог. Президент Латвії (2019—2023), ексміністр юстиції (1993—1994). Суддя Європейського суду з прав людини (1995—2004), потім — Суду Європейського Союзу (до 2010 року називався Судом Європейських співтовариств). Учасник Атмоди.
Автор концепції про повернення Латвії незалежності. Посол Латвії у Німеччині, Швеції (1992—1993), Австрії, Угорщині, Швеції (1994—1995). Депутат Сейму (1993—1994). Автор понад 100 наукових публікацій. Почесний Dr.iur.h.c. Латвійської АН. Суддя Міжнародного арбітражного суду. Голова президентської комісії з конституційного права.
29 травня 2019 року обраний Сеймом Президентом Латвії.
Обійняв посаду 8 липня 2019 року.

## Життєпис

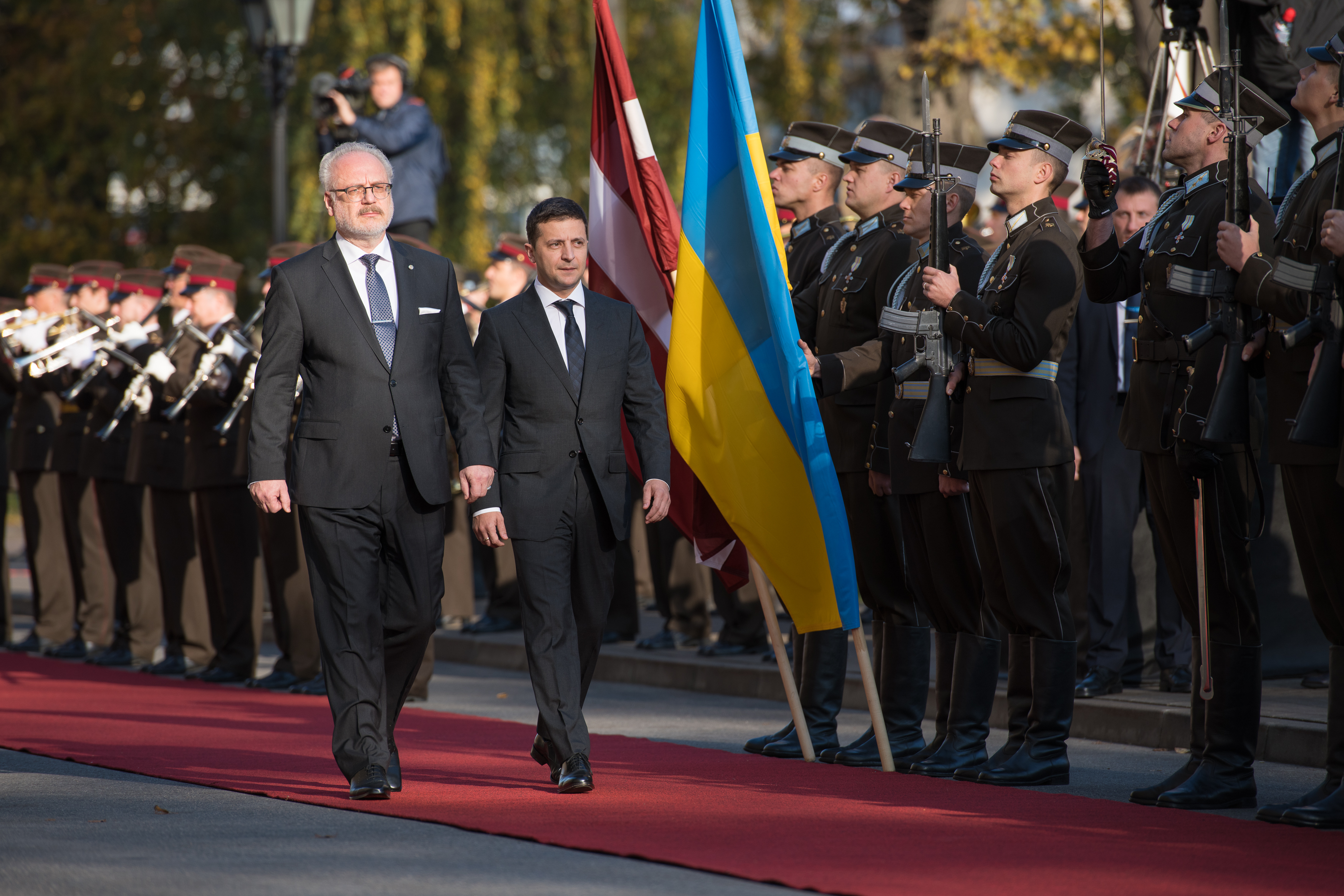
Левітс з Президентом України Володимиром Зеленським під час його візиту до Латвії у 2019 році

Батько, інженер Йонас Левітс, син Мойсея (Мозуса) Левітса.
Мати, Інгеборга Левіта, до шлюбу Барга. Народилася 31 березня 1926 року в Тукумсі у німецькій родині. Навчалася у Латвійській академії мистецтв. Поетеса, псевдонім — Ая Земзаре, латис. Aija Zemzare.
У 1972 році, коли радянський уряд дозволив частині латиських євреїв залишити СРСР, сім'я виїхала до Ізраїлю, але оселилась у ФРН.
Егілс навчався у Мюнстерській латиській гімназії, яку закінчив 1973 року. Навчався у Гамбурзькому університеті.
Дружина — Андра, гінекологиня. Донька Індра.
У 2019 надрукував першу книгу Valstsgriba. Idejas un domas Latvijai 1985—2018.

## Нагороди

### Національні нагороди
- Орден Трьох зірок V ст. (2000);
- Хрест визнання I ст. (2005);
- Великий хрест з ланцюгом Ордена Трьох зірок (8 липня 2019);
- Великий хрест Ордена Вієстура (8 липня 2019);

### Іноземні нагороди
- Орден князя Ярослава Мудрого I ст. (23 серпня 2021) — за визначний особистий внесок у зміцнення українсько-латвійського міждержавного співробітництва, підтримку незалежності та територіальної цілісності України[7];
- Орден Білого Орла (1 лютого 2023)[8];
- Великий хрест Ордена Золотого лева Нассау (13 березня 2023)[9];
- Великий ланцюг Ордена інфанта Енріке (12 квітня 2023);
- Ланцюг Маріїнського Ордена Хреста (19 квітня 2023)[10].